# 정혁 (2001년)
정혁(2001년 3월 26일 ~ )은 대한민국의 축구 선수이다. 포지션은 공격형 미드필더이다. 현재 진주시민축구단 소속이다.